# منتخب لوكسمبورغ لكرة السلة للسيدات
منتخب لوكسمبورغ لكرة السلة للسيدات هو ممثل لوكسمبورغ الرسمي في المنافسات الدولية في كرة السلة للسيدات
.